# CargoNet

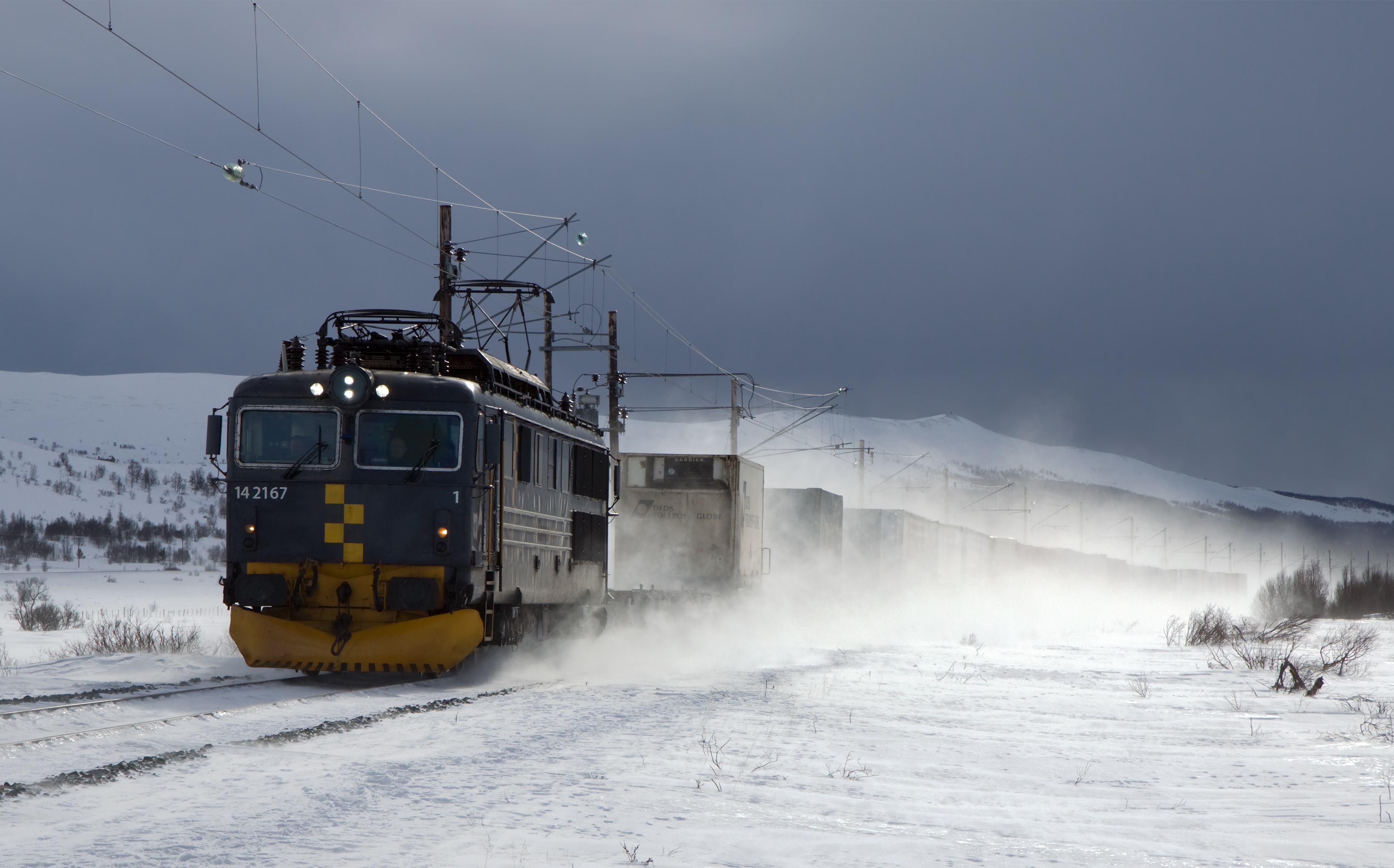
CargoNet-Güterzug mit El 14 auf dem Dovrefjell (2009)

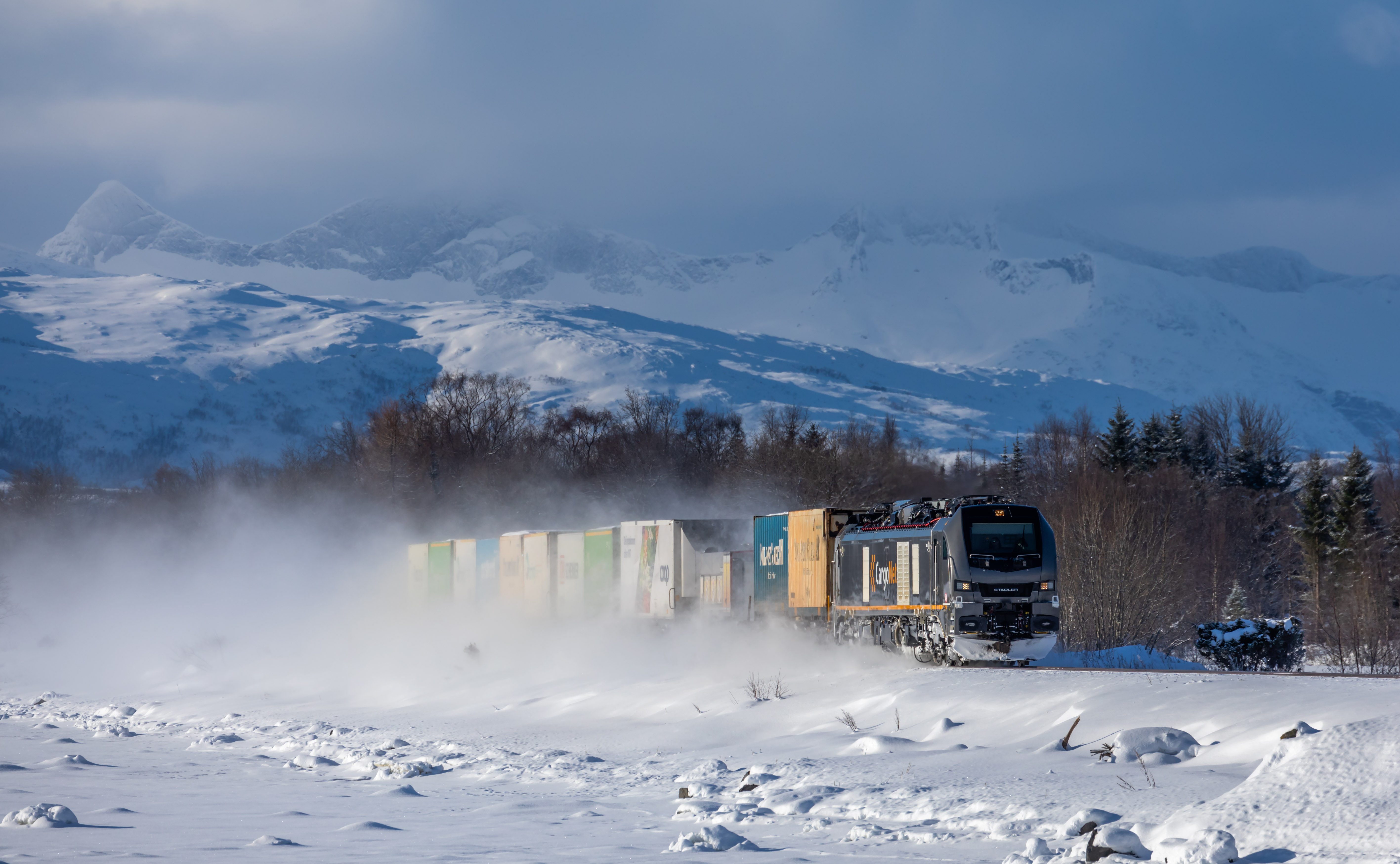
CargoNet-Zug Bodø–Alnabru mit Eurodual-Lokomotive (2023)

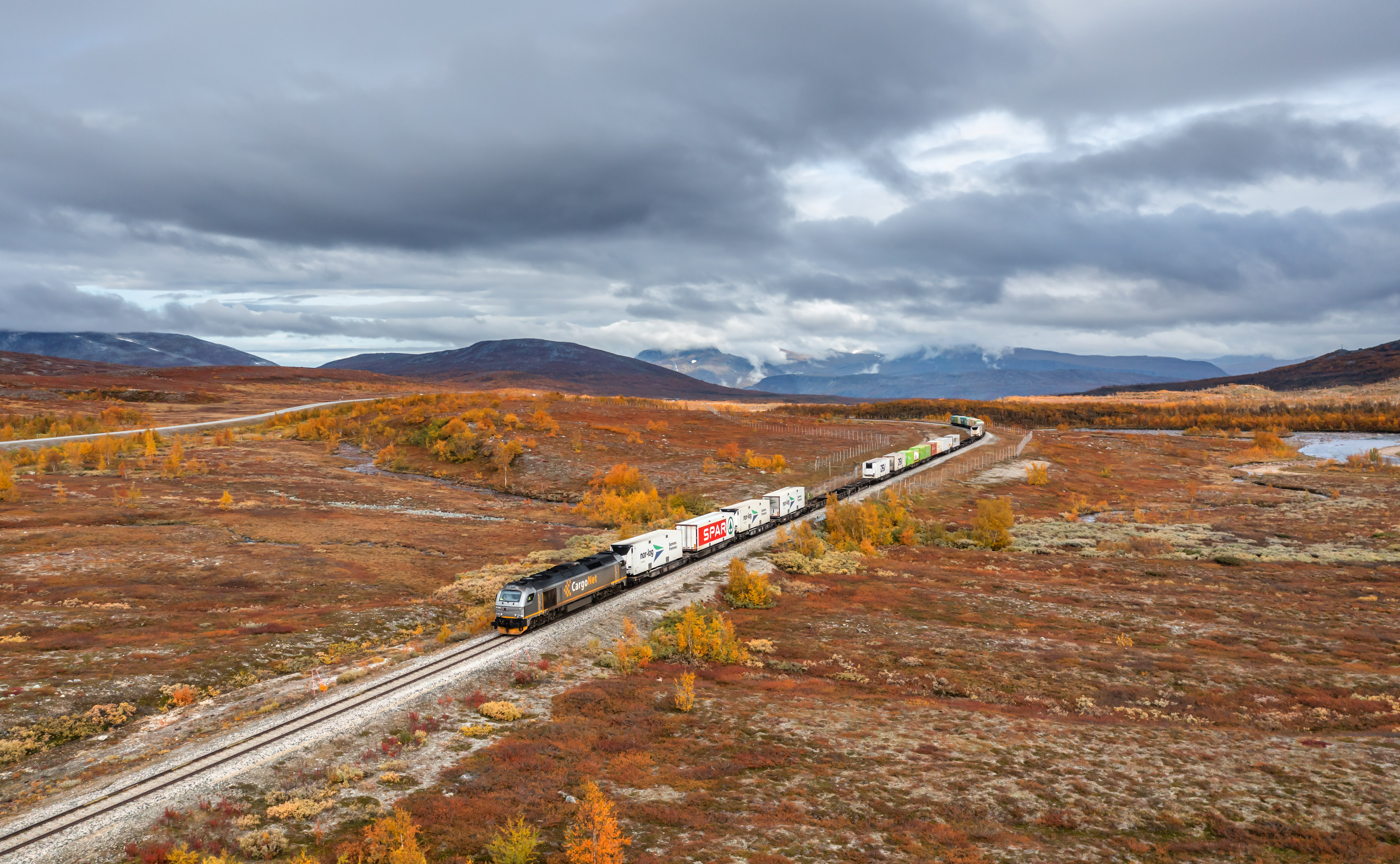
CargoNet-Zug Bodø–Trondheim mit Diesellokomotive (2022)

CargoNet AS (CN) ist ein norwegisches Eisenbahnverkehrsunternehmen. Es betreibt Güterverkehr auf dem staatlichen Eisenbahnnetz, das von Jernbaneverket (JBV) verwaltet wird. Es besitzt die erforderlichen Zertifikate, um Güterzüge in Norwegen und Schweden befördern zu können.

## Geschichte
Anfang 2002 trennte sich die Staatsbahn Norges Statsbaner (NSB) teilweise von ihrer Güterverkehrssparte NSB Gods. Während die NSB 55 % der Anteile behielt, erwarb das schwedische Unternehmen Green Cargo 45 % der Anteile. Daraus entstand das neue Unternehmen CargoNet.
2010 kaufte NSB die Anteile von Green Cargo wieder zurück und ist seither eine Tochtergesellschaft der NSB und als Gruppe organisiert.
Der Hauptsitz befindet sich im Dyvekes vei 2 in Oslo. Der Terminalbetrieb in Norwegen ist in eine separate Tochtergesellschaft, RailCombi AS, ausgelagert, die zudem an anderen Terminals Dienstleistungen für andere Eisenbahnunternehmen erbringt. CargoNet ist ferner Mehrheitseigner des Autokonzerns Tømmervogner AS.
CargoNet konzentriert sich auf den Ganzzug- und Kombiverkehr. Dies sind die Güterverkehrsbereiche, die sich bei der Dichte des norwegischen Eisenbahnnetzes lohnen. Norwegen ist ein dünn besiedeltes Land, in dem 80 % der Bevölkerung an der Küste leben. Daher machen Container und andere Wechselbehälter den Umschlag zwischen Schiff, Straße und Schiene leichter. Darüber hinaus betreibt Green Cargo Einzelwagenladungsverkehr in Südnorwegen bis nach Drammen. Mit rund 780 Mitarbeitern erzielte CargoNet 2011 einen Umsatz von 1,5 Mrd. NKR (rund 200 Mio. EUR).
Die Gruppe hatte im Januar 2017 etwa 430 Mitarbeiter.

## Güterbahnhöfe
Railcombi AS betreibt Güterterminals für den Umschlag von Wechselbehältern in Narvik, Bodø, Fauske, Mo i Rana, Trondheim, Oslo-Alnabru, Bergen, Ganddal und Kristiansand, wo sich (meist) auch Häfen befinden. Der Rangierbahnhof Oslo-Alnabru östlich von Oslo Sentralstasjon ist das Hauptterminal.

## Zugförderung
Für die Zugförderung stehen die Elektrolokbaureihen El 14, El 16 und CE 119 für die Traktion von Zügen auf den elektrifizierten Strecken sowie die Diesellokbaureihen Di 8, CD 66 und CD 312 auf den nichtelektrifizierten Strecken zur Verfügung. Vier Maschinen des Typs Eurodual können sowohl aus der Oberleitung als auch durch Dieselmotoren betrieben werden. Für Verschub- und Bauzugdienste für JBV werden mehrere Kleinlokomotiven eingesetzt.
Die Baureihenbezeichnungen CD und CE stehen für CargoNet Diesel und CargoNet Elektro.